# Astragalus echidna
Astragalus echidna es una especie de planta del género Astragalus, de la familia de las leguminosas, orden Fabales.

## Distribución
Astragalus echidna se distribuye por Irán.

## Taxonomía
Fue descrita científicamente por Bunge. Fue publicado en Mémoires de l'Academie Imperiale des Sciences de Saint Petersbourg. Sér. 7, 11(16): 82 (1868).
Sinonimia
- Astragalus kuhistana (Bunge) Kuntze
Astragalus kuhistanus Bunge
Astragalus kuhistana (Bunge) D. Podl.